# Május 15.
Május 15. az év 135. (szökőévben 136.) napja a Gergely-naptár szerint. Az évből még 230 nap van hátra.
Névnapok: Zsófia, Szonja + Bodza, Denissza, Deniza, Dionízia, Döníz, Fürtike, Izaura, Izidor, Izor, Izóra, Izsák, János, Médea, Rupert, Szaffi, Szofi, Szófia, Upor, Zsófi

## Események
- 1429 – I. Blanka navarrai királynőt Pamplonában a férjével, II. Jánossal együtt királlyá koronázzák.
- 1464 – York-párti győzelem a Hexhami csatában
- 1648 – A münsteri békeszerződés megkötése Spanyolország és a Holland Egyesült Tartományok között. Véget ér a nyolcvanéves háború.
- 1916 – Az asiagói csata kezdete, az Osztrák–Magyar Monarchia csapatai támadást intéznek az olasz csapatok ellen.
- 1917 – Horthy Miklós sorhajókapitány vezetésével az osztrák–magyar hadiflotta köteléke a Novara gyorscirkáló vezetésével győzelmet arat az Otrantói-szorosban, és feltöri az antant tengeri zárját.
- 1931 – XI. Piusz pápa kiadja a „Quadragesimo anno” kezdetű enciklikát.
- 1937 – Albániában kitör a kormányellenes delvinai felkelés.
- 1940 – Az első McDonald’s étterem megnyitja kapuit az Amerikai Egyesült Államok-ban (San Bernardino (Kalifornia)
- 1942 – A szlovák parlament utólagosan jóváhagyja a zsidók deportálását; az egyetlen ellenszavazatot a Magyar Párt képviselője, Esterházy János adja le, míg több szlovák képviselő – tiltakozása jeléül – a szavazás idején elhagyja az üléstermet.
- 1944 – Felállítják az első magyarországi gettót.
- 1945 – Jugoszlávia teljes területe felszabadul.
- 1951 – Magyarországon létrehozzák az Állami Egyházügyi Hivatalt.
- 1954 – Alfredo Stroessner tábornok puccsal magához ragadja a hatalmat Paraguayban.
- 1955 – A Makalu (tszf. 8463 m) első megmászása Jean Couzy és Lionel Terray hegymászók által.
- 1957 – Nagy–Britannia felrobbantja az első angol termonukleáris bombáját a Karácsony-szigeten.
- 1987 – A szovjet Enyergija óriásrakéta első, sikeres indítása.
- 2009 – A Green Day együttes kiadja a 21st Century Breakdown című nagylemezét.
- 2015 – Bródy János megnyitja Egerben az Egri Road Beatles Múzeumot.
- 2018 – Létrejön az Oroszország és az Ukrajnától elfoglalt Krím félsziget közötti közvetlen összeköttetés, miután átadják a krasznodari határterület és a félszigetet összekötő – közel 19 km hosszú – hidat. (A hídon elsőként Vlagyimir Putyin orosz államfő hajtott végig.)[1]
- 2024 – Merénylet Robert Fico szlovák miniszterelnök ellen

## Sportesemények
Formula–1
- 1983 –  monacói nagydíj, Monte Carlo - Győztes: Keke Rosberg  (Williams Ford)
- 1988 –  monacói nagydíj, Monte Carlo - Győztes: Alain Prost  (McLaren Honda Turbo)
- 1994 –  monacói nagydíj, Monte Carlo - Győztes: Michael Schumacher  (Benetton Ford)
- 2016 –  spanyol nagydíj, Circuit de Catalunya - Győztes: Max Verstappen  (Red Bull-TAG Heuer)

Labdarúgás
- 2002 – A Real Madrid nyeri az UEFA-bajnokok ligáját, miután a glasgowi döntőben 2–1-re győz a német Bayer Leverkusen ellen

## Születések
- 1567 – Claudio Monteverdi itáliai zeneszerző († 1643)
- 1633 – Sébastien Le Prestre de Vauban francia építész, hadmérnök, marsall († 1707)
- 1720 – Hell Miksa (er. Maximilian Hell) jezsuita, csillagász († 1792)
- 1773 – Klemens von Metternich herceg, osztrák államférfi, kancellár († 1859)
- 1823 – Böszörményi László magyar ügyvéd, országgyűlési képviselő († 1869)
- 1859 – Pierre Curie francia fizikus († 1906)
- 1862 – Arthur Schnitzler osztrák író, drámaíró († 1931)
- 1875 – Buchinger Manó magyar szociáldemokrata politikus († 1953)
- 1879 – Alföldy Béla magyar orvos, országgyűlési képviselő († 1950 k.)
- 1891 – Mihail Afanaszjevics Bulgakov orosz író († 1940)
- 1893 – Thuránszky Pál magyar katonatiszt, főispán, országgyűlési képviselő († 1965)
- 1902 – Faragó György magyar jogász, belügyi államtitkár († 1985)
- 1908 – Marosán György magyar baloldali politikus (előbb szociáldemokrata, majd kommunista, a két párt egyesülésének szorgalmazója) († 1992)
- 1912 – Salamon Ernő magyar költő († 1943)
- 1913 – Tóth Endre (André de Toth) magyar származású amerikai filmrendező († 2002)
- 1914 – Norrie Paramor brit lemezproducer, zeneszerző, rendező és karmester († 1979)
- 1915 – Paul Samuelson amerikai közgazdász († 2009)
- 1923 – Richard Avedon amerikai divat- és portréfotós († 2004)
- 1925 – G. Szabó Judit ifjúsági író († 2010)
- 1929 – Ajtai Andor György Aranytoll díjas magyar újságíró, lapszerkesztő, színész, sportegyesületi elnök († 2009)
- 1929 – Peter Broeker kanadai autóversenyző († 1980)
- 1930 – Jurka László Jászai Mari-díjas magyar rendező, színházigazgató († 1993)
- 1932 – Szabó Marianne Munkácsy Mihály-díjas magyar iparművész, textilművész
- 1937 – Madeleine Albright cseh származású amerikai politikus, az Amerikai Egyesült Államok első női külügyminisztere († 2022)
- 1938 – Mireille Darc (szül. Mireille Aigroz) francia színésznő († 2017)
- 1951 – Frank Wilczek amerikai fizikus, az MIT tanára
- 1952 – Chazz Palminteri amerikai színész, író
- 1953 – Kolczonay Ernő olimpiai ezüstérmes magyar vívó († 2009)
- 1953 – Mike Oldfield angol zeneszerző
- 1953 – Tari István József Attila-díjas vajdasági magyar költő
- 1954 – Gyarmati Andrea magyar úszóbajnok, orvos
- 1957 – Növényi Norbert olimpiai bajnok magyar birkózó, színész
- 1959 – Luis Pérez-Sala (Luis Perez-Sala Valls-Taberner) spanyol autóversenyző
- 1963 – Grant Heslov amerikai színész
- 1977 – Kolovratnik Krisztián magyar színész
- 1978 – David Krumholtz amerikai színész
- 1981 – Patrice Evra francia labdarúgó
- 1981 – Jamie-Lynn Sigler amerikai színésznő
- 1983 – Szabó Bence, magyar autóversenyző
- 1983 – Bácsi Péter magyar birkózó
- 1983 – Schruff Milán magyar színész
- 1985 – Daniele Galloppa olasz labdarúgó
- 1985 – Jevgenyij Rizskov kazah úszó
- 1986 – Temes Bernadett magyar kézilabda-játékos
- 1987 – Andy Murray skót teniszező
- 1988 – Nemanja Nešić Európa-bajnoki bronzérmes szerb evezős († 2012)
- 1991 – Turi Marcell magyar műugró
- 1996 – Birdy (er. Jasmine Van den Bogaerde) angol énekesnő
- 2003 – Julian Macaraeg Fülöp-szigeteki születésű amerikai rövidpályás gyorskorcsolyázó, ifjúsági olimpikon

## Halálozások
- 392 – II. Valentinianus római császár (meggyilkolták) (* 371)
- 884 – II. Márton pápa
- 1815 – Szacsvay Sándor az első jelentős magyar újságíró (* 1752)
- 1823 – Genersich János történész, pedagógus (* 1761)
- 1863 – Bauer Lajos 1848–1849-es honvédőrnagy (* 1814)
- 1887 – Kéry Imre orvos, az MTA tagja (* 1798)
- 1898 – Reményi Ede zeneszerző, hegedűművész (* 1828)
- 1953 – Chet Miller (Chester Miller) amerikai autóversenyző (* 1902)
- 1957 – Keith Andrews amerikai autóversenyző (* 1920)
- 1963 – Polgár Béla magyar földbirtokos, országgyűlési képviselő (* 1899)
- 1970 – Moyses Márton romániai magyar költő, a kommunista diktatúra mártírja (* 1941)
- 1974 – Gergely Jenő matematikus, egyetemi tanár (* 1896)
- 1982 – Ádám Jenő zeneszerző, kóruskarnagy, zenepedagógus (* 1896)
- 1982 – Gordon Smiley amerikai autóversenyző (* 1946)
- 1986 – Elio de Angelis olasz autóversenyző (* 1958)
- 1991 – Fritz Riess (Friedrich Riess) német autóversenyző (* 1922)
- 1998 – Bán Zoltán magyar színész, szerkesztő, rendezőasszisztens (* 1916)
- 2005 – Anthony Ashley-Cooper Shaftesbury tizenegyedik earlje (* 1977)
- 2010 – Loris Kessel svájci autóversenyző (* 1950)
- 2011 – Pete Lovely (Gerard Carlton Lovely) amerikai autóversenyző (* 1926)
- 2012 – Németh József magyar táncdalénekes (* 1931)
- 2014 – Szekeres László irodalomtörténész, műfordító, muzeológus (* 1927)
- 2015 – Fellegi Tamás újságíró, televíziós rendező (* 1930)

## Nemzeti ünnepek, emléknapok, világnapok
- 1994 óta az ENSZ kezdeményezésére a család nemzetközi napja.
- Nemzetközi Klímaváltozási Akciónap
- Az Állat- és Növényszeretet  Napja Magyarországon,– amely a Fővárosi Állat- és Növénykert kezdeményezésére indult.
- Paraguay: a függetlenség napja, 2. nap
- A Szlovákiai magyarok emléknapja. (1942 – A szlovák parlament utólagosan jóváhagyja a zsidók deportálását; az egyetlen ellenszavazatot a Magyar Párt képviselője, Esterházy János adja le.)